# Southgate (Metropolitano de Londres)
Southgate é uma estação da linha Piccadilly do Metrô de Londres em Southgate. Ela está localizada entre as estações Arnos Grove e Oakwood e está na Zona 4 do Travelcard.

## História
A estação Southgate foi inaugurada em 13 de março de 1933 com Oakwood na segunda fase da extensão norte da linha Piccadilly de Finsbury Park a Cockfosters. Antes da inauguração da estação, nomes alternativos foram sugeridos, incluindo "Chase Side" e "Southgate Central".
No dia 19 de junho de 2018, por volta das 19h00 BST, ocorreu uma explosão na entrada da estação, ferindo cinco pessoas.
Em 16 de julho de 2018, a estação de metrô Southgate foi renomeada como "Gareth Southgate" por dois dias em reconhecimento aos esforços do técnico de futebol inglês Gareth Southgate em levar a seleção inglesa ao quarto lugar na Copa do Mundo FIFA 2018 .  No entanto, a controvérsia logo se seguiu depois que um vídeo foi postado nas redes sociais de uma mulher rasgando ilegalmente a placa enquanto ria, o que levou o TfL a fazer uma declaração dizendo que ela não era membro da equipe do metrô, nem tinha autoridade para remover a placa.

## Arquitetura
A estação é construída no estilo de design Art Déco/Streamline Moderne usando tijolo, concreto armado e vidro e é uma das mais conhecidas das muitas estações que Charles Holden projetou para o Metrô de Londres. O edifício da estação é circular com uma cobertura plana de concreto projetada. Externamente, a cobertura plana da secção central elevada parece, impossivelmente, sustentada por nada mais do que uma faixa horizontal de janelas que fornecem luz natural à bilheteira. O telhado é, na verdade, sustentado, em forma de guarda-chuva, por uma coluna central dentro da bilheteria. Todo o edifício é encimado por um elemento iluminado semelhante a uma bobina de Tesla, projetado para parecer ter sido retirado do laboratório de Frankenstein.

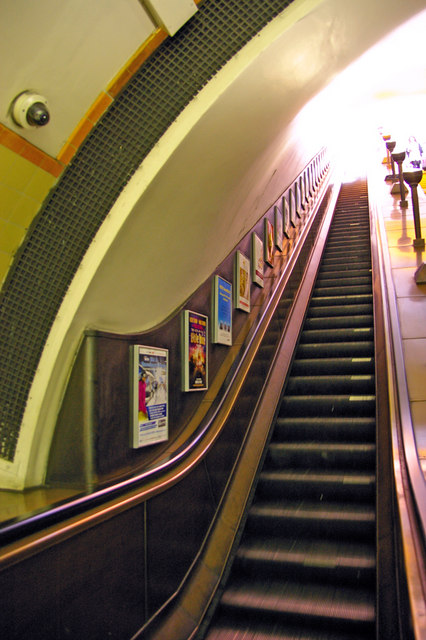
Escadas rolantes com iluminadores na estação Southgate

Tal como Arnos Grove, Oakwood e Cockfosters, Southgate é um edifício classificado, neste caso, de Grau II* (reclassificado de Grau II em 2009) e mantém grande parte da sua decoração original. As duas escadas rolantes possuem a iluminação original da coluna, enquanto os painéis de bronze estão em evidência em toda a estação. No entanto; a estação não está isenta de alterações: no final da década de 1990, uma das três entradas foi preenchida para servir de nova bilheteira e, devido ao desenho das barreiras automáticas, uma das duas restantes entradas é apenas de saída.
Em 2008, a estação foi amplamente renovada, com novos azulejos ao nível da plataforma, um novo piso parcial na bilheteira principal e sinalização melhorada por toda parte. A estação ganhou o prêmio da categoria Regional de Londres no National Railway Heritage Awards de 2008 pela modernização de uma estação histórica.

## Localização
A estação foi desenvolvida como um intercâmbio de ônibus/metrô e o edifício principal fica em uma ilha entre Southgate Circus e Station Parade, onde estão localizadas uma série de pontos de ônibus. Um prédio secundário contendo lojas circunda o outro lado do desfile.
A estação está localizada em uma colina e enquanto as plataformas das estações de cada lado estão na superfície, as de Southgate estão em um pequeno trecho do túnel. Os portais do túnel são visíveis a partir das plataformas quando se olha para o norte, uma ocorrência única para uma estação profunda do metrô de Londres. Como de costume na linha Piccadilly, as plataformas são identificadas como Westbound e Eastbound. No entanto, os túneis correm mais ou menos de nordeste a sudoeste em Southgate, então o sentido leste é o sentido nordeste e o sentido oeste é o sentido sudoeste.
No início da década de 1980, a publicidade cinematográfica foi testada nos túneis ao sul da estação. As fotos eram de uma criança na praia virando-se para a câmera.
Southgate é a estação mais ao norte em túneis da rede do Metrô de Londres.

## Conexões
As rotas de ônibus de Londres 121, 125, 298, 299, 382, W6, W9, 616, 628, 688 e 699 e a rota noturna N91 atendem a estação.